# (76272) De Jong
(76272) De Jong (2000 EJ110) – planetoida z grupy pasa głównego asteroid okrążająca Słońce w ciągu 4,61 lat w średniej odległości 2,77 j.a. Odkryta 8 marca 2000 roku.